# فرضية الإحباط العدوان

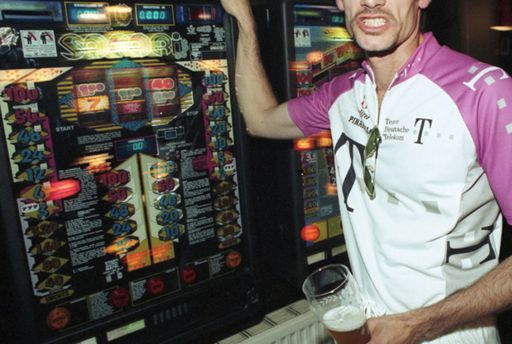
سلوكات عدوانية

فرضية الإحباط – العدوان والمعروفة أيضًا باسم نظرية الإحباط - العدوان - الإزاحة، هي نظرية عن العدوان اقترحها جون دولارد، ونيل ميللر، وليونارد دوب، وأورفال مورير، وروبرت سيرز في عام 1939، وطورها نيل أيضًا. ميلر عام 1941 وليونارد بيركويتز عام 1969.
تقول النظرية إن العدوان هو نتيجة لإعاقة أو إحباط جهود الشخص لتحقيق هدف.
عند صياغتها لأول مرة، ذكرت الفرضية أن الإحباط يسبق العدوان دائمًا، وأن العدوانية هي النتيجة المؤكدة للاحباط  بعد ذلك بعامين، أعاد ميلر  وسيرز  صياغة الفرضية للإشارة إلى أنه في حين أن الإحباط يخلق الحاجة إلى الاستجابة، فإن بعض أشكال العدوانية هي إحدى النتائج المحتملة. لذلك، ذكرت الفرضية المعاد صياغتها أنه في حين أن الإحباط يحفز سلوكًا قد يكون أو لا يكون عدوانيًا، فإن أي سلوك عدواني هو نتيجة للإحباط، مما يجعل الإحباط غير كافٍ، ولكنه شرط ضروري للعدوانية. تحاول الفرضية تفسير سبب جعل الناس كبش فداء. فإن الإحباط هو "الحالة التي توجد عندما تعاني استجابة الهدف التداخل"، بينما يُعرَّف العدوان بأنه "فعل يكون رده على هدفه هو إصابة كائن حي (أو بديل لكائن حي)". تقول النظرية إن الإحباط يسبب العدوان، ولكن عندما لا يمكن تحدي مصدر الإحباط، ينزاح العدوان إلى هدف بريء. على سبيل المثال، إذا تعرض الرجل لعدم الاحترام والإذلال في عمله، لكنه لا يستطيع الرد على ذلك خوفًا من فقدان وظيفته، فقد يعود إلى المنزل ويمارس غضبه وإحباطه على أسرته. تُستخدم هذه النظرية أيضًا لشرح أعمال الشغب والثورات، والتي يُعتقد أنها ناجمة عن قطاعات المجتمع الأكثر فقرًا وحرمانًا والتي قد تعبر عن إحباطها وغضبها المكبوتين من خلال العنف.
 بينما انتقد بعض الباحثين الفرضية واقترحوا عوامل معتدلة بين الإحباط والعدوان،  تمكنت العديد من الدراسات التجريبية من تأكيدها كما هي.
 في عام 1989، توسع بيركوفيتز في الفرضية من خلال اقتراح أن التأثير السلبي والسمات الشخصية تلعب دورًا رئيسيًا في ما إذا كان الإحباط يحرض على السلوك العدواني.

## التاريخ
ظهرت فرضية العدوان والإحباط في عام 1939 من خلال شكل دراسة نشرها معهد جامعة ييل للعلاقات الإنسانية. كان علماء النفس في جامعة ييل وراء هذه الدراسة، جون دولارد، وليونارد دوب، ونيل ميللر، وأو إتش مورير، وروبرت سيرز. يستند الكتاب إلى العديد من الدراسات التي أجرتها المجموعة والتي تتطرق إلى مجموعة متنوعة من التخصصات بما في ذلك علم النفس والأنثروبولوجيا وعلم الاجتماع. استخدمت مجموعة ييل الماركسية والتحليل النفسي والسلوكية خلال أبحاثهم. سرعان ما كان لعملهم، الإحباط والعدوان (1939)، تداعيات على تفسير نظريات السلوك العدواني. تنطبق نظريتهم على البشر، وأيضًا على الحيوانات. أثار الكتاب جدلاً حول الموضوع مما أدى إلى أكثر من 7 مقالات تنتقد النظرية الجديدة. المراجعة النفسية والقراءة في علم النفس الاجتماعي هما من الأوراق التي نشرت مقالات حول هذا الموضوع. رفض العديد من علماء الاجتماع التعريف الصارم لردود فعل الإحباط وكذلك كيفية تعريف مفهوم الإحباط في حد ذاته.
بحلول عام 1941، عدلت مجموعة ييل نظريتها بعد العديد من النقاد والدراسات التي نشرها علماء نفس آخرون. من هناك، عدّل العديد من الرواد في عالم العلوم الاجتماعية وجلبوا معارفهم إلى النظرية الأصلية.
 في عام 1989، نشر بيركويتز مقالًا بعنوان فرضية العدوان والإحباط: الفحص وإعادة الصياغة، والذي تناول تناقض الدراسات التجريبية التي تهدف إلى اختبار الفرضية، فضلاً عن نقدها. اقترح تعديلاً على الفرضية التي من شأنها أن تأخذ في الاعتبار التأثير السلبي والسمات الفردية. في الآونة الأخيرة، نشر بروير وإلسون نظرة عامة شاملة على نظرية الإحباط - العدوان، ذكر المؤلفون أنه على الرغم من وجود قدر وافر من الأبحاث التجريبية التي تدرس العلاقة بين الإحباط والسلوك العدواني، فإن هناك انخفاضًا في عدد الدراسات التي تشير تحديدًا إلى فرضية الإحباط والعدوان. يقترح بروير وإلسون أن هناك فائدة في استخدام فرضية العدوان والإحباط كأساس نظري لأدب العدوان وأن هذه النظرية قد يكون لها تطبيقات جديدة في مجالات أخرى مثل علم النفس الإعلامي.

## دراسات التجريبية
درست إحدى الدراسات التي أجراها ويليامز

تأثير المحتوى العنيف والإحباط من اللعب وقيمت كيفية ارتباط هذه العوامل بالشخصية العدوانية (أي عدائية السمات). جمعت دراسته بيانات من 150 طالبًا جامعيًا من الذكور. الدراسة تكونت من مكونين. استغرقت المرحلة الأولى 45 دقيقة وكانت في مجموعة كبيرة. خلال هذه المرحلة، طُلب من المشاركين إكمال سلسلة من الاستبيانات التي قيمت عاداتهم في ممارسة ألعاب الفيديو والعدوانية. كانت المرحلة الثانية عبارة عن جلسة فردية مع كل مشارك. خلال هذه المرحلة، لعب المشاركون ألعاب الفيديو وجرى تكليفهم بواحد من أربعة شروط: 1) لعبة فيديو ذات محتوى عنيف في وضع منخفض/ غير محبط، 2) لعبة فيديو ذات محتوى عنيف في الوضع المحبط، 3) لعبة فيديو ذات محتوى غير عنيف في وضع منخفض/ الوضع غير المحبط، و4) لعبة فيديو ذات محتوى غير عنيف في وضع الإحباط. كجزء من الظروف المحبطة، أُبلغ المشاركون أن درجاتهم ستُقارن بالمشاركين الآخرين وأن الأداء الأعلى سيكافأ ببطاقة هدايا بقيمة 100 دولار. بعد ذلك، أكمل المشاركون استبيانًا مشابهًا للمرحلة الأولى. في النهاية، وجدت هذه الدراسة أن التعرض لمحتوى عنيف أثر على ردود المشاركين العدوانية عند ممارسة ألعاب الفيديو. وجد أيضًا أن الإحباط من طريقة اللعب كان له التأثير نفسه، إن لم يكن أكبر، على ردود المشاركين العدوانية. أفاد المشاركون الذين تعرضوا لمحتوى عنيف وأظهروا إحباطًا من اللعب بأعلى الدرجات في عداء السمات.